# Тиранчик жовтоокий
Тира́нчик жовтоокий (Atalotriccus pilaris) — вид горобцеподібних птахів родини тиранових (Tyrannidae). Мешкає в Панамі і Південній Америці. Це єдиний представник монотипового роду Жовтоокий тиранчик (Atalotriccus).

## Підвиди
Виділяють чотири підвиди:

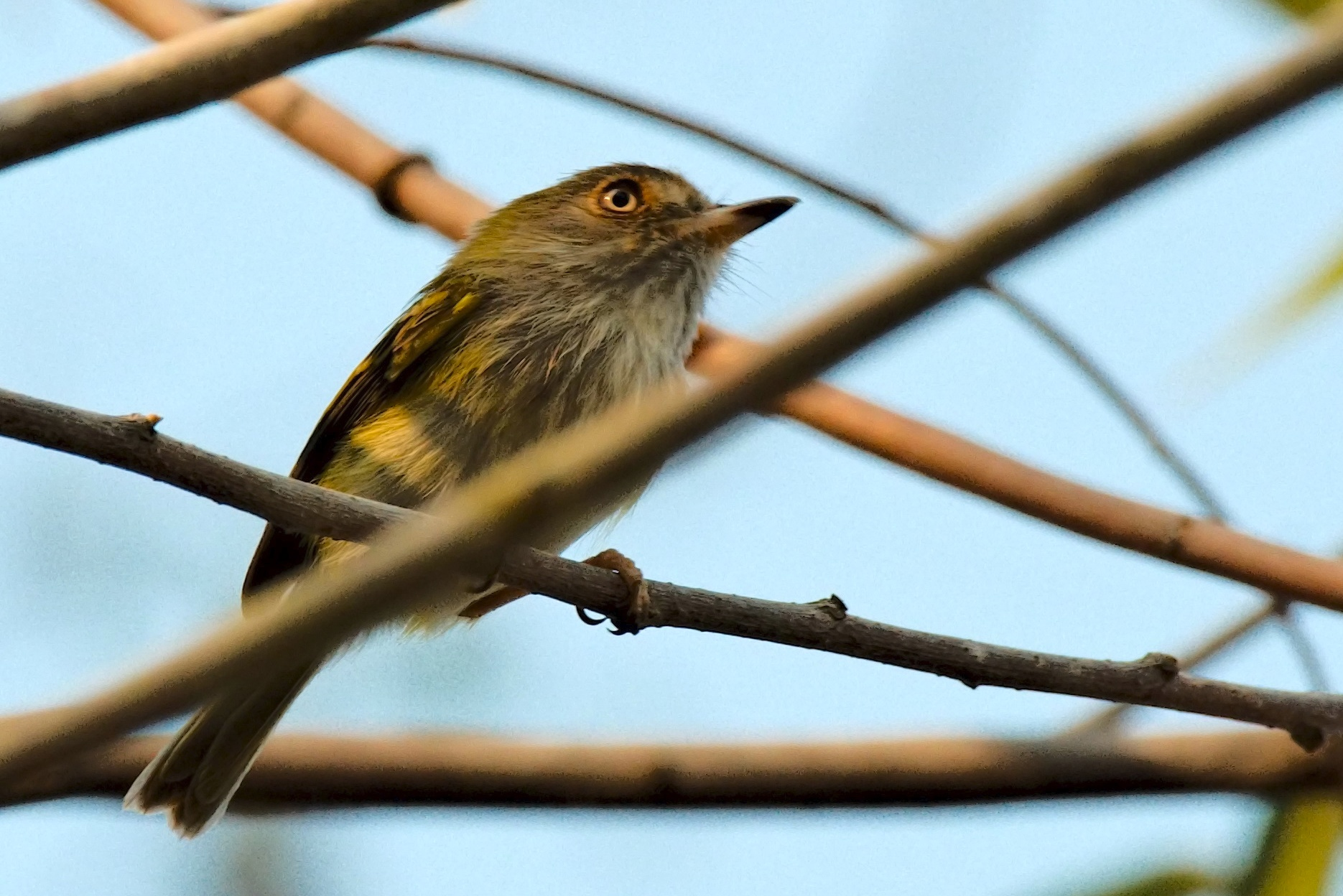
Жовтоокий тиранчик

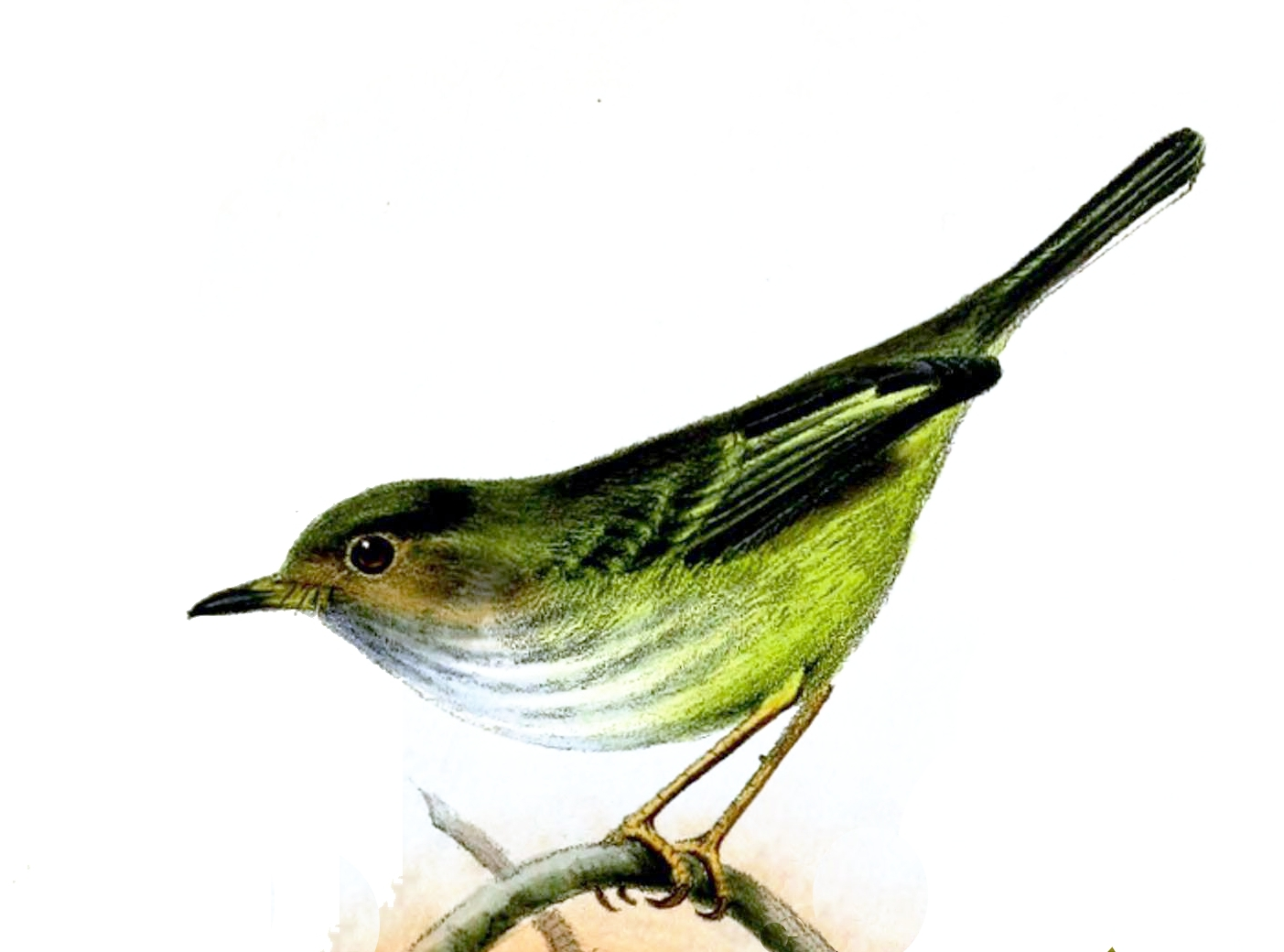
Жовтоокий тиранчик

- A. p. wilcoxi Griscom, 1924 — південно-західна Панама (від Чирікі на схід до Зони каналу);
- A. p. pilaris (Cabanis, 1847) — північна Колумбія (від Болівару на схід до Гуахіри і на південь до Уїли і Мети) та західна Венесуела (Сулія, Тачира);
- A. p. venezuelensis Ridgway, 1906 — Венесуела від Карабобо до Сукре та від заходу Апуре до Монагасу;
- A. p. griseiceps (Hellmayr, 1911) — схід Колумбії, схід центральної Венесуели (північ Амасонасу, північ Болівару і Дельта-Амакуро), захід Гаяни і крайня північ бразильського штату Рорайма.

## Поширення і екологія
Жовтоокі тиранчики мешкають у Панамі, Колумбії, Венесуелі, Гаяні і Бразилії. Вони живуть у сухих і вологих рівнинних тропічних лісах і чагарникових заростях. Зустрічаються на висоті до 800 м над рівнем моря.